# Afdera (wulkan)
Afdera  – czynny stratowulkan w północnej części zapadliska tektonicznego Afar w Etiopii. 

## Opis
Czynny stratowulkan (1250 m n.p.m. ) położony w północnej części zapadliska tektonicznego Afar  pomiędzy pasmami Erta Ale, Tat Ali i Alayta , na południe od jeziora Afrera Je-czeu Hajk. 
Jego geneza nie jest znana. Afdera jest starsza niż otaczające ją pasma. Wulkan leży na przecięciu trzech systemów uskoków . Zbudowany jest ze skał ryolitycznych, a kilka bocznych stożków zbudowanych jest ze skał bazaltowych . Wulkan otaczają rozległe pola lawowe . 
Erupcje odnotowane w 1907 i 1915 roku pochodziły najprawdopodobniej z wulkanu Alayta na zachodzie . Data ostatniej erupcji nie jest znana . 